# Murphy Prototypes
Murphy Prototypes est une écurie automobile irlandaise d'endurance automobile. Elle compte notamment cinq participations aux 24 Heures du Mans.

## Histoire
L'équipe a été créée en janvier 2012. À compter de cette date, elle a participé chaque année à l'European Le Mans Series, un championnat de course automobile de type endurance.
En 2012, l'écurie participe au championnat European Le Mans Series dans la catégorie LMP2 avec une Oreca 03. La même année, Murphy Prototypes participe aux 24 Heures du Mans. L'équipage parcourt 196 tours de piste. Il abandonne à 5 h 8 du matin sur bris de suspension arrière. En parallèle, l'écurie dispute deux autres manches du championnat du monde d'endurance FIA (en plus des 24 Heures du Mans) : les 6 Heures de Silverstone et les 6 Heures de Spa, où elle obtient un podium.
À cela se rajoute quatre nouvelles participations aux 24 Heures du Mans de 2013 à 2016.

## Résultats aux 24 Heures du Mans

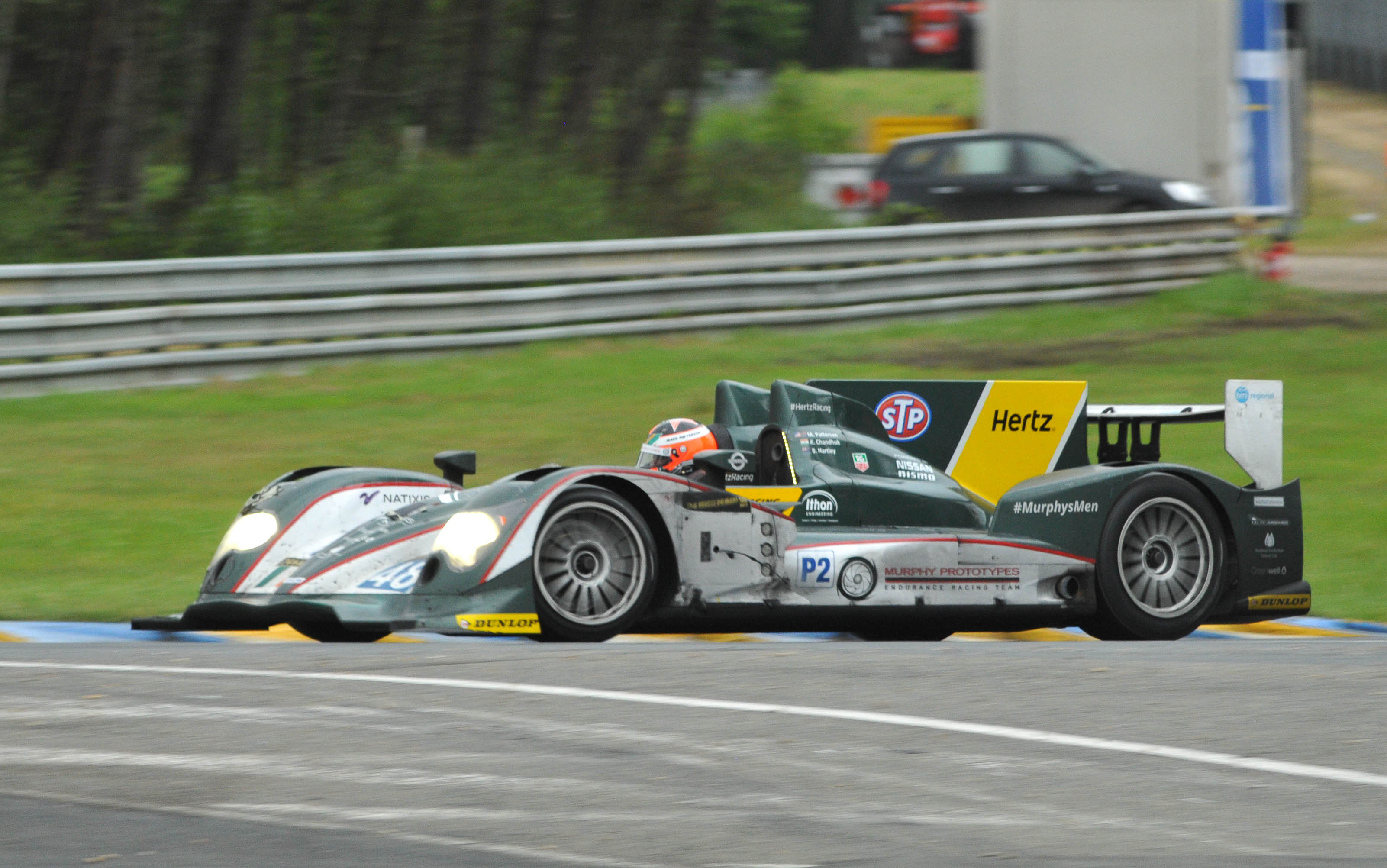
L'Oreca 03-Nissan de Murphy Prototypes aux 24 Heures du Mans 2013.

| Année | Classe | N° | Pneus | Voiture          | Pilotes                                           | Tours | Pos. | Class Pos. |
| ----- | ------ | -- | ----- | ---------------- | ------------------------------------------------- | ----- | ---- | ---------- |
| 2012  | LMP2   | 48 | D     | Oreca 03-Nissan  | Jody Firth Warren Hughes Brendon Hartley          | 196   | Abd  | Abd        |
| 2013  | LMP2   | 48 | D     | Oreca 03-Nissan  | Brendon Hartley Karun Chandhok Mark Patterson     | 319   | 12e  | 6e         |
| 2014  | LMP2   | 48 | D     | Oreca 03R-Nissan | Nathanaël Berthon Karun Chandhok Rodolfo González | 73    | Abd  | Abd        |
| 2015  | LMP2   | 48 | D     | Oreca 03R-Nissan | Nathanaël Berthon Karun Chandhok Mark Patterson   | 347   | 13e  | 5e         |
| 2016  | LMP2   | 48 | D     | Oreca 03R-Nissan | Ben Keating Marc Goossens Jeroen Bleekemolen      | 323   | 34e  | 15e        |